# Uksen
Uksen (norwegisch für Ochse, in Australien Solitary Island) ist eine steilwandige Insel vor der Mawson-Küste des ostantarktischen Mac-Robertson-Lands. Sie liegt 6 km nordöstlich des Tilley-Nunatak.
Norwegische Kartographen, die sie auch benannten, kartierten sie anhand von Luftaufnahmen der Lars-Christensen-Expedition 1936/37. Australische Wissenschaftler benannten sie sinngemäß übersetzt als „Einsame Insel“, weil sie zu den wenigen Inseln in diesem Küstenabschnitt zählt, die keiner Inselgruppe zugeordnet werden.